# 30577 Pinchuk
30577 Pinchuk è un asteroide della fascia principale. Scoperto nel 2001, presenta un'orbita caratterizzata da un semiasse maggiore pari a 1,818050 UA e da un'eccentricità di 0,081629, inclinata di 24,256337°rispetto all'eclittica. Ha un diametro di 1,704 km e un periodo di rotazione di 60,046 ore.